# Herman Bloch
Herman Samuel Bloch (* 15. Juni 1912 in Chicago, Illinois; † 16. Juni 1990) war ein US-amerikanischer Chemiker und Erfinder.
Herman Samuel Bloch wurde als Sohn der ukrainischen Einwanderer Aaron und Esther Bloch geboren.
Er schloss 1929 die Senn High School (Chicago, IL) mit Auszeichnung ab und erzielte nach Angaben seines Schulleiters einen Notendurchschnitt von 97,41 der höchste, der jemals von einem Senn-Absolventen erreicht wurde. Aufgrund dieser herausragenden Leistungen erhielt er ein Vollstipendium an der University of Chicago, wo er 1933 seinen Abschluss in Chemie und Physik als Phi Beta Kappa machte. Er setzte sein Studium an der University of Chicago fort und promovierte 1936 in organischer Chemie bei Prof. Julius Stieglitz als Betreuer seiner Doktorarbeit.
Danach forschte er bei Universal Oil Products (UOP), einer Firma der Petrochemie (Raffinierungsprozesse u. a.), die ihre Riverside Laboratories in einem Vorort Chicagos hatte und ab 1956 in Des Plaines. Die Firma spielte damals eine Pionierrolle in der Petrochemie. Später wurde UOP von Signal übernommen, die es Anfang der 1980er Jahre mit Allied zu Allied Signal fusionierten.
Bloch entwickelte mit Kollegen bei UOP Verfahren, um höherwertiges (höhere Oktanzahl) Benzin aus Erdöl zu erhalten, indem sie katalytische Methoden statt einfachem thermischen Cracken anwandten. Zum Beispiel wurden so die als träge reagierend vernachlässigten Paraffine aufgeschlossen. Die bei UOP entwickelte Säure-Katalyse war ein frühes Beispiel für Carbokationen-Chemie (damals Carbonium genannt) und wurde im Zweiten Weltkrieg wichtig für Benzine mit höherer Oktanzahl (mit entsprechendem Vorteil bei Flugzeugen gegenüber den Achsenmächten). Der von Vladimir Haensel bei UOP entwickelte Platform-Prozess führte auch zu einer neuen Quelle (neben Steinkohlenteer) von aromatischen Verbindungen und Bloch entwickelte das Udex-Verfahren zur Trennung von Aromaten von Nicht-Aromaten.
Bloch spielte auch eine wichtige Rolle, um die in der Natur schlecht abbaubaren, als Reinigungsmittel verbreiteten Alkylbenzolsulfonate (ABS) durch abbaubare lineare Alkylbenzolsulfonate (LAS) zu ersetzen (LAB-Prozess bei UOP für linear alkyl benzene). In diesen waren lineare statt verzweigte Alkylketten am Benzol (siehe auch Sulfonsäuren). Ein Problem war eine Quelle für lineare Alkylketten zu finden, was aber schon durch den für die Petrochemie entwickelten Molex-Prozess, der lineare Paraffine abtrennte, vorbereitet worden (ein anschließender Dehydrogenierungsprozess (Pacol) lieferte die gewünschten linearen Olefine). Das wurde zu einer Haupteinnahmequelle für UOP.
Schließlich leitete Bloch bei UOP die Entwicklung von Fahrzeugkatalysatoren.
1975 wurde er Mitglied der National Academy of Sciences. 1989 erhielt er den Chemical Pioneer Award, 1974 den E. V. Murphree Award in Industrial and Engineering Chemistry, er erhielt 1973 den Eugene J. Houdry Award in Applied Catalysis und den Richard J. Kokes Memorial Award der Johns Hopkins University (1975). Er war 1975 Robert A. Welch Lecturer und erhielt den IR-100 Award von Industrial Research Magazine.
Er war Vorstand der Chicago-Sektion der American Chemical Society und im Rat der ACS, davon fünf Jahre lang Vorstand. Wegen Problemen mit Rassendiskriminierung bei Treffen der ACS in den ehemaligen Südstaaten initiierte er in den 1950er Jahren einen inoffiziellen Beschluss, dort keine Treffen mehr abzuhalten. Seines soziales Engagement fand auch ihren Niederschlag in seiner Mitgliedschaft in der Cook County Housing Authority (Chicago liegt in Cook County (Illinois)), deren Vorsitz er 1971 hatte. Außerdem war er in der Kommune seines Wohnorts Skokie aktiv.

## Persönliches
1940 heiratete er Elaine Judith Kahn, ebenfalls Absolventin der University of Chicago mit der er drei Kinder (Aaron, Janet L. und Merry D.) hatte.
Sein Sohn Aaron N. Bloch war ebenfalls ein erfolgreicher Industriechemiker (bei Exxon) und Vizeprovost der Columbia University und Provost der State University of New York in Buffalo.
Seine Tochter Janet L. Bloch besuchte ebenfalls die University of Chicago als Studentin. Anschließend absolvierte sie ihre Diplomarbeit an der Harvard, wo sie einen M.S. erwarb, und kehrte an die University of Chicago zurück, um in russischer Geschichte zu promovieren. Derzeit ist sie Professorin für Geschichte an der University of Miami (Florida).
Seine Tochter Merry Bloch Jones absolvierte ihr Grundstudium an der Cornell University und erwarb einen M.A. an der Annenberg School for Communication an der University of Pennsylvania. Sie ist eine beliebte Autorin mit vielen Büchern.
Die Familie stiftete die 1992 erstmals gehaltene Bloch Lecture der Universität Chicago, eine Auszeichnung für Industriewissenschaftler und insbesondere Industriechemiker.